# Стрелец A*
Стрелец A* (лат. Sagittarius A*, Sgr A*; произносится «Стреле́ц А со звёздочкой») — компактный радиоисточник, находящийся в центре Млечного Пути, входит в состав радиоисточника Стрелец А. Излучает также в инфракрасном, рентгеновском и других диапазонах. Представляет собой высокоплотный объект — сверхмассивную чёрную дыру, окружённую горячим радиоизлучающим газовым облаком диаметром около 1,8 пк. Расстояние до радиоисточника составляет (27,00 ± 0,10) тыс. св. лет, масса центрального объекта равна (4,297 ± 0,042) млн M⊙. Данные с радиотелескопа VLBA свидетельствуют, что непосредственно на долю самой чёрной дыры приходится минимум четверть от общей массы объекта Sgr A*, а остальная часть массы приходится на окружающую чёрную дыру материю, а также соседние с ней звёзды и облака газа.
12 мая 2022 года астрономы, проводившие наблюдения с помощью Телескопа горизонта событий, опубликовали первую фотографию аккреционного диска в радиусе Стрельца А*, подтвердив, что объект содержит чёрную дыру. Это второе подтверждённое изображение чёрной дыры (первое — фото СМТ в галактике М87).

## Характеристики
Расстояние: 26 996 ± 100 световых лет (8277 ± 42 парсек).
Радиус: не более 45 а. е. (6732 млн км), не менее 12,7 ± 1,1 млн км (радиус Шварцшильда).
Масса: (4,297 ± 0,042)⋅106 M⊙.
Яркостная температура: около 1⋅107 K.

## История открытия
16 октября 2002 года международная исследовательская группа Института Макса Планка во главе с Райнером Шёделем сообщила о наблюдениях движения звезды S2 вокруг объекта Стрелец A* за десять лет. Наблюдения доказывали, что Стрелец A* — объект огромной массы. По анализу элементов орбит вначале было определено, что масса объекта составляет 2,6 млн M⊙, эта масса заключена в объёме не более 17 световых часов (120 а. e.) в диаметре. Последующие наблюдения установили более точное значение массы — 3,7 млн M⊙, а радиус не более 6,25 светового часа (45 а. e.). Для сравнения: Плутон отдалён от Солнца на 5,51 светового часа. Эти наблюдения позволили предположить, что объект Стрелец A* является чёрной дырой.
В декабре 2008 года исследователи из Института внеземной физики Макса Планка опубликовали уточнённые данные о массе предполагаемой сверхмассивной чёрной дыры по результатам наблюдений за 16 лет. Она составила 4,31 ± 0,36 миллиона масс Солнца. Райнхард Генцель, руководитель группы, отметил, что это исследование является лучшим опытным свидетельством существования сверхмассивных чёрных дыр. Последние наблюдения с высоким угловым разрешением на длине волны 1,3 мм показывают, что угловой диаметр источника равен 37 микросекундам дуги, что на данном расстоянии соответствует линейному диаметру 44 млн км (ср. с перигелием орбиты Меркурия, 46 млн км). Поскольку гравитационный радиус объекта массой M равен Rg = 2,95(M/M⊙) км, для данной массы он составляет (12,7 ± 1,1) млн км, и измеренный радиус источника лишь вдвое больше гравитационного радиуса центрального объекта. Это согласуется с ожидаемым существованием излучающего аккреционного диска вокруг чёрной дыры. Независимо к тем же заключениям пришла группа учёных под руководством Андреи Гез, которая вела наблюдения в Обсерватории Кека. В 2020 году за открытие данного объекта Генцелю и Гез была присуждена Нобелевская премия.
Характер движения звёзд в окрестностях Sgr A* показывает, что чёрная дыра или не вращается совсем или делает это очень медленно.
На 2021 год наиболее точные измерения массы объекта выполнены коллаборацией GRAVITY, исследовавшей в инфракрасном диапазоне движение звёзд S-скопления (S2, S29, S38, S55). Точное измерение параметров орбит позволило с высокой точностью оценить массу центрального тела. Она равна
{\displaystyle (4{,}297\pm 0{,}012|_{\text{stat}}\pm 0{,}04|_{\text{syst}})\times 10^{6}M_{\odot }.}

### Наблюдения в радиодиапазоне
Долгое время центр нашей Галактики, приблизительное положение которого (созвездие Стрельца) было известно по оптическим наблюдениям, не был ассоциирован ни с каким компактным астрономическим объектом.
В 1931 году Карл Янский провёл эксперименты, которые считаются началом радиоастрономии (см. История радиоастрономии). В то время Янский работал радиоинженером на полигоне фирмы «Bell Telephone Labs». Ему было поручено исследование направления прихода грозовых помех. Для этого Карл Янский построил вертикально поляризованную однонаправленную антенну типа полотна Брюса. Работа велась на волне 14,6 м (20,5 МГц). В декабре 1932 года Янский представил первые результаты, полученные на своей установке. Сообщалось об обнаружении «…постоянного шипения неизвестного происхождения». Янский утверждал, что эти помехи вызывают «шипение в наушниках, которое трудно отличить от шипения, вызываемого шумами самой аппаратуры. Направление прихода шипящих помех меняется постепенно в течение дня, делая полный оборот за 24 часа». Основываясь на 24-часовом эффекте Янский предположил, что новый источник помех в какой-то мере может быть связан с Солнцем. В двух своих следующих работах, в октябре 1933 года и октябре 1935 года, Карл Янский постепенно пришёл к заключению, что источником его новых помех является центральная область нашей галактики. Причём наибольший отклик получается, когда антенна направлена на центр Млечного Пути. Янский сознавал, что прогресс в радиоастрономии потребует антенн бо́льших размеров с более острыми диаграммами, которые должны быть легко ориентируемы в различных направлениях. Он сам предложил конструкцию параболической антенны с зеркалом 30,5 м в диаметре для работы на метровых волнах. Однако его предложение не получило поддержки в США.
В 1937 году построен первый радиотелескоп с параболическим зеркалом Гроутом Ребером, радиолюбителем из Уиттона (англ., штат Иллинойс, США). Радиотелескоп располагался в заднем дворе дома родителей Гроута, имел параболическую форму и диаметр антенны около 9 метров. С помощью инструмента Гроут построил карту неба в радиодиапазоне, на которой отчётливо видны центральные области Млечного Пути и яркие радиоисточники Лебедь A (Cyg A) и Кассиопея A (Cas A).
В 1960 году Ян Оорт и Г. Рогур установили, что в непосредственной близости (менее 0,03°) от галактического центра находится радиоисточник Стрелец А (Sgr A).
В 1966 году Д. Даунс и А. Максвелл, обобщив данные по радионаблюдениям в дециметровом и сантиметровом диапазонах, пришли к выводу, что малое ядро Галактики представляет собой объект диаметром 10 пк, связанным с источником Стрелец-А.
К началу 1970-х годов благодаря наблюдениям в радиоволновом диапазоне было известно, что радиоисточник Стрелец-А имеет сложную пространственную структуру. В 1971 году Даунс и Мартин, проводя наблюдения на Кембриджском радиотелескопе с базой 1,6 км на частотах 2,7 и 5 ГГц с разрешениями 11″ и 6″ соответственно, выяснили, что радиоисточник состоит из двух диффузных облаков, находящихся на расстоянии 1′ друг от друга: восточная часть (Sgr A) излучает радиоволновой спектр нетепловой природы, а западная (Sgr A*) представляет собой радиоизлучающее облако горячего ионизированного газа диаметром около 45″ (1,8 пк). В 1974 году Б. Балик и С. Сандерс провели на 43-метровом радиотелескопе Национальной радиоастрономической обсерватории (NRAO) картографирование радиоисточника Стрелец-А на частотах 2,7 и 8,1 ГГц с разрешением 2″.
Было обнаружено, что оба радиоисточника представляют собой компактные образования диаметром менее 10″ (0,4 пк), окружённые облаками горячего газа. Изображение Стрелец A* в спектральной линии водорода (1,3-миллиметровой рекомбинационной линии H30α), полученное при помощи комплекса радиотелескопов ALMA, позволило определить, что её аккреционный диск вращается. Масса аккреционного диска может составлять 0,00001—0,0001 M⊙, а скорость падения материала может составлять 2,7×10−10 M⊙ в год.

### Начало наблюдений в инфракрасном диапазоне
Вплоть до конца 1960-х годов не существовало эффективных инструментов для изучения центральных областей Галактики, поскольку плотные облака космической пыли, закрывающие от наблюдателя галактическое ядро, полностью поглощают идущее из ядра видимое излучение и значительно осложняют работу в радиодиапазоне.
Ситуация коренным образом изменилась благодаря развитию инфракрасной астрономии, для которой космическая пыль практически прозрачна. Ещё в 1947 году Стеббинс и А. Уитфорд, используя фотоэлемент, сканировали галактический экватор на длине волны 1,03 мкм, однако не обнаружили дискретного инфракрасного источника.
В. И. Мороз в 1961 году провёл аналогичное сканирование окрестностей Sgr A на волне 1,7 мкм и тоже потерпел неудачу.
В 1966 году Е. Беклин сканировал район Sgr A в диапазоне 2,0—2,4 мкм и впервые обнаружил источник, по положению и размерам соответствовавший радиоисточнику Стрелец-А.
В 1968 году Е. Беклин и Г. Нойгебауэр провели сканирование для длин волн 1,65, 2,2 и 3,4 мкм с разрешением 0,08—1,8″ и обнаружили объект сложной структуры, состоявший из основного инфракрасного источника диаметром 5′, компактного объекта внутри него, расширенной фоновой области и нескольких компактных звездообразных источников в непосредственной близости от основного источника.
В середине 1970-х годов начинается исследование динамических характеристик наблюдаемых объектов. В 1976 году Е. Воллман спектральными методами (использовалась линия излучения однократно ионизованного неона Ne II с длиной волны 12,8 мкм) исследовал скорость движения газов, в области диаметром 0,8 пк вокруг галактического центра. Наблюдения показали симметричное движение газа со скоростями около 75 км/c. По полученным данным Воллман предпринял одну из первых попыток оценить массу объекта, предположительно находящегося в центре галактики. Полученный им верхний предел массы оказался равным 4⋅106 M⊙.

### Обнаружение компактных инфракрасных источников
Дальнейшее увеличение разрешающей способности телескопов позволило выделить в газовом облаке, окружающем центр галактики, несколько компактных инфракрасных источников. В 1975 году Е. Беклин и Г. Нойгебауэр составили инфракрасную карту центра галактики для длин волн 2,2 и 10 мкм с разрешением 2,5″, на которой выделили 20 обособленных источников, получивших название IRS1—IRS20.
Четыре из них (1, 2, 3, 5) позиционно совпали с известными по радионаблюдениям компонентами радиоисточника Sgr A. Природа выделенных источников долгое время обсуждалась. Один из них (IRS 7) идентифицирован как молодая звезда-сверхгигант, несколько других — как молодые гиганты. IRS 16 оказался очень плотным (106 M⊙ на пк3) скоплением звёзд-гигантов и карликов. Остальные источники предположительно являлись компактными облаками H II и планетарными туманностями, в некоторых из которых присутствовали звёздные компоненты.
Продольная скорость отдельных источников лежала в пределах ±260 км/c, диаметр составлял 0,1—0,45 пк, масса 0,1—10 M⊙, расстояние от центра Галактики 0,05—1,6 пк. Масса центрального объекта оценивалась как 3⋅106 M⊙, таким же был порядок массы, распределённой в области радиусом 1 пк вокруг центра. Поскольку вероятная ошибка при вычислении масс была того же порядка, допускалась возможность отсутствия центрального тела, при этом распределённая в радиусе 1 пк масса оценивалась как 0,8—1,6⋅107 M⊙.
Последующее десятилетие характеризовалось постепенным ростом разрешающей способности оптических приборов и выявлением всё более подробной структуры инфракрасных источников. К 1985 году стало ясно, что наиболее вероятным местом нахождения центральной чёрной дыры является источник, обозначенный как IRS 16. Были обнаружены также два мощных потока ионизированного газа, один из которых вращался по круговой орбите на расстоянии 1,7 пк от центра Галактики, а второй — по параболической на расстоянии 0,5 пк. Масса центрального тела, рассчитанная по скорости этих потоков составила 4,7⋅106 M⊙ по первому потоку и 3,5⋅106 M⊙ по второму.

### Наблюдение отдельных звёзд
В 1991 году вступил в строй инфракрасный матричный детектор SHARP I на 3,5-метровом телескопе Европейской южной обсерватории (ESO) в Ла-Силла (Чили). Камера диапазона 1—2,5 мкм обеспечивала разрешение 50 угловых мкс на 1 пиксель матрицы. Кроме того, был установлен 3D-спектрометр на 2,2-метровом телескопе той же обсерватории.
С появлением инфракрасных детекторов высокого разрешения стало возможным наблюдать в центральных областях Галактики отдельные звёзды. Изучение их спектральных характеристик показало, что большинство из них относятся к молодым звёздам возрастом несколько миллионов лет. Вопреки ранее принятым взглядам, было установлено, что в окрестностях сверхмассивной чёрной дыры активно идёт процесс звездообразования. Полагают, что источником газа для этого процесса являются два плоских аккреционных газовых кольца, обнаруженных в центре Галактики в 1980-х годах. Однако внутренний диаметр этих колец слишком велик, чтобы объяснить процесс звездообразования в непосредственной близости от чёрной дыры. Звёзды, находящиеся в радиусе 1″ от чёрной дыры (так называемые «S-звёзды») имеют случайное направление орбитальных моментов, что противоречит аккреционному сценарию их возникновения. Предполагается, что это горячие ядра красных гигантов, которые образовались в отдалённых районах Галактики, а затем мигрировали в центральную зону, где их внешние оболочки были сорваны приливными силами чёрной дыры.
К 1996 году были известны более 600 звёзд в области диаметром около парсека (25″) вокруг радиоисточника Стрелец А*, а для 220 из них были надёжно определены радиальные скорости. Оценка массы центрального тела составляла 2—3⋅106 M⊙, радиуса — 0,2 св. лет.
В октябре 2009 года разрешающая способность инфракрасных детекторов достигла 0,0003″ (что на расстоянии 8 кпк соответствует 2,5 а. е.). Число звёзд в пределах 1 пк от центра Галактики, для которых измерены параметры движения, превысило 6000.
Рассчитаны точные орбиты для ближайших к центру Галактики 28 звёзд, наиболее интересной среди которых является звезда S2. За время наблюдений (1992—2021), она сделала почти два полных оборота вокруг чёрной дыры, что позволило с большой точностью оценить параметры её орбиты. Период обращения S2 составляет 15,8 ± 0,11 года, большая полуось орбиты 0,12495′′ ± 0,00004′′ (1000 а. е.), эксцентриситет 0,88441 ± 0,00006, максимальное приближение к центральному телу 0,014443′′ или 119,54 а. е.
Орбиты S2 и других звёзд S-скопления (S29, S38, S55) оказались близкими к кеплеровским орбитам, хотя наблюдаются и релятивистские поправки (в частности, шварцшильдовская прямая прецессия орбиты). Ретроградная (ньютоновская) прецессия орбит, которая присутствовала бы при наличии достаточно большой распределённой массы вблизи перицентров, не наблюдается; это означает, что почти вся масса, влияющая на движение звёзд, сосредоточена в центре. Измерения исключают (со значимостью 3σ) существование распределённой массы более 7500 M⊙ внутри орбиты S2. Точное измерение параметров орбит позволило с высокой точностью оценить массу центрального тела. По последним оценкам (2021) она равна
{\displaystyle (4{,}297\pm 0{,}012|_{\text{stat}}\pm 0{,}04|_{\text{syst}})\times 10^{6}M_{\odot },}
со статистической погрешностью 0,012 млн масс Солнца и систематической погрешностью 0,04 млн M⊙.
Вклад в погрешности вносят, в частности, ошибки измерений расстояния от Солнца до Стрельца А*; наиболее точные современные оценки этого расстояния дают
{\displaystyle R_{0}=8277\pm 9|_{\text{stat}}\pm 30|_{\text{syst}}} пк.
Гравитационный радиус чёрной дыры массой 4⋅106 масс Солнца составляет примерно 12 млн км, или 0,08 а. е., то есть в 1400 раз меньше, чем ближайшее расстояние, на которое подходила к центральному телу звезда S2. Однако среди исследователей практически нет сомнений, что центральный объект не является скоплением звёзд малой светимости, нейтронных звёзд или чёрных дыр, поскольку они, будучи сконцентрированными в таком малом объёме, неизбежно слились бы за короткое время в единый сверхмассивный объект, который не может быть ничем иным, кроме чёрной дыры.
В ноябре 2004 года было открыто скопление из семи звёзд, которое движется по орбите на расстоянии 3 световых лет вокруг объекта Стрелец A*. Возможно, оно представляет собой ядро бывшего массивного звёздного скопления, разрушенного приливными силами. Движение этих звёзд относительно друг друга показывает, что в скопление входит чёрная дыра промежуточной массы M = 1300 M⊙.
Также определённый интерес представляют наблюдения звезды S62. S62 подходит к СЧД так близко, что разгоняется до приблизительно 10 % скорости света. Статья с описанием параметров звезды S62 вышла в начале 2020 года.

## Радионаблюдения с максимальным угловым разрешением
Учёные из Астрокосмического центра ФИАН, совместно с учёными из университета Калифорнии в Санта-Барбаре и из Гарвард-Смитсонианского астрофизического центра работают над увеличением углового разрешения элементов объекта Стрелец A* в рамках международного проекта «Радиоастрон». По итогам изучения пульсаров с использованием «Радиоастрона» было предсказано, что на длинах радиоволн 1,3 сантиметра самый чувствительный наземно-космический радиоинтерферометр «Радиоастрон» может увидеть неоднородности размером всего 300 километров (в среде, окружающей чёрную дыру). Такие неоднородности могут создавать на газопылевом «экране» следы размером около 1 миллионной доли угловой секунды (μas), что является предельным разрешением наземно-космической системы, состоящей из орбитального 10-метрового радиотелескопа на КА «Спектр-Р», нескольких радио-обсерваторий из сети VLBA и сверхточного 100-метрового радиотелескопа Грин-Бэнк (США). Результаты наблюдений подтвердили разрешение и показали наличие таких неоднородностей. Следующее наблюдение объекта Стрелец A* запланировано на март 2015 года, позволит получить изображение с ещё большей детализацией.

## Свидетельства недавней активности
Наблюдения на космической обсерватории «Интеграл» (Европейское космическое агентство), выполненные российской командой астрономов под руководством Михаила Ревнивцева, показывают, что гигантское молекулярное облако Sgr B2, находящееся вблизи Sgr A*, является источником жёсткого рентгеновского излучения, что может быть объяснено недавней высокой светимостью Sgr A*. Это означает, что в очень недавнем прошлом (300—400 лет назад) Sgr A* мог быть типичным активным галактическим ядром малой светимости (L ≈ 1,5⋅1039 эрг/с в диапазоне 2—200 кэВ), которая, однако, в миллион раз превышала современную светимость. Этот вывод в 2011 году подтвердили японские астрономы из Университета Киото.
При помощи приёмника GRAVITY Очень большого телескопа (VLT) зафиксировано инфракрасное излучение, испускаемое высокоэнергетическими электронами в непосредственной близости от массивного объекта Стрелец A*. Видимо, причиной трёх исключительно ярких вспышек являются магнитные взаимодействия вещества находящегося на очень близком расстоянии от горизонта событий сверхмассивной чёрной дыры и вращающегося вокруг неё со скоростью равной 30 % скорости света.

## G2 (газовое облако)
Открытое в 2002 году газовое облако G2 движется в направлении зоны аккреции Sgr A* (по состоянию на 2012 год). Этот объект намного холоднее окружающих звёзд (всего около 280 градусов по Цельсию для пыли и около 10 тыс. К для газовой компоненты) и состоит в основном из водорода и гелия. Это пыльное ионизированное газовое облако с массой примерно в три раза больше массы Земли. Облако светится под сильным ультрафиолетовым излучением горячих звёзд вокруг него.
По расчётам орбиты, к концу 2013 года оно должно было достигнуть перицентра, в 3000 радиусах горизонта событий от чёрной дыры (около 260 а. е., 36 световых часов). За семь лет наблюдений с момента обнаружения скорость облака увеличилась вдвое, достигнув 8 млн км/ч (2,2 тыс. км/с). Существовали разные мнения о дальнейшем развитии событий, так как взаимодействие G2 с Sgr A* плохо предсказуемо, однако G2 избежал попадания в чёрную дыру, и многими учёными не считается газовым облаком. Нарушения целостности структуры G2 наблюдались с 2009 года, и была не исключена вероятность его полного уничтожения. Аккреция G2 на Sgr A* могла привести к интенсивному излучению чёрной дыры в рентгеновском и других диапазонах в течение нескольких десятилетий. По другим предположениям, внутри облака скрывается тусклая звезда или даже чёрная дыра, массой со звезду, что усилит сопротивление приливным силам Sgr A*, и облако должно пройти мимо без всяких последствий. Также предполагается, что облако может войти во взаимодействие с ближайшим окружением чёрной дыры и популяцией нейтронных звёзд, обращающихся, как считается, вокруг галактического центра, что может принести дополнительную информацию об этом регионе.
Интенсивность аккреции на Sgr A* необъяснимо мала для чёрной дыры такой массы и может фиксироваться только благодаря её относительной близости к нам. Проход G2 около Sgr A* даст учёным шанс узнать много нового об аккреции вещества на сверхмассивные чёрные дыры. За процессом будут следить орбитальные обсерватории Чандра, XMM-Newton, Интеграл, Swift, GLAST и наземный Very Large Array. Ожидается подтверждение участия Very Large Telescope и обсерватории Кека. Симуляцией прохода занимаются ESO и LLNL. Постоянный мониторинг Sgr A* ведёт Swift: ссылка на сайт.
Однако во время и после самого близкого сближения облака с чёрной дырой ничего не наблюдалось, которое было описано как отсутствие «фейерверка» и «пшик». Астрономы из группы Галактического центра Калифорнийского университета в Лос-Анджелесе опубликовали наблюдения, полученные 19 и 20 марта 2014 года, и пришли к выводу, что G2 все ещё не повреждена (в отличие от предсказаний простой гипотезы газового облака) и что в облаке, вероятно, есть центральная звезда или даже пара слившихся звёзд.
Марк Моррис с коллегами из университета Калифорнии в Лос-Анджелесе (США) при помощи инструментов обсерватории Кека открыли в окрестностях Sgr A* ещё три структуры подобные G1 и G2 — G3, G4 и G5. Предположительно, такие объекты рождаются в результате слияния двойных звёзд, приблизившихся на опасное расстояние с чёрной дырой. Образовавшаяся звезда сильно «разбухает» и остаётся такой несколько миллионов лет, пока не остывает и не превращается в нормальную звезду.

## Массивные спутники Sgr A*
- В 2016 году японские астрофизики сообщили об обнаружении в Галактическом центре второй гигантской массы, вероятно, чёрной дыры. Эта чёрная дыра находится в 200 световых годах от центра Млечного Пути. Наблюдаемый астрономический объект с облаком занимает область пространства диаметром около 0,3 светового года, а его масса составляет не более 100 тысяч масс Солнца. Пока точно не установлена природа этого объекта — это чёрная дыра или иной объект[66].
- В 2019 году учёные из Национальной астрономической обсерватории Японии обнаружили в галактическом центре Млечного пути чёрную дыру размером с Юпитер, масса которой примерно в 32 тысячи раз больше массы Солнца[67]. HCN-0.009-0.044, находящаяся в 7 пк от радиоисточника Стрелец A*, является третьим случаем возможной чёрной дыры средней массы в галактическом центре после IRS13E и CO–0.40–0.22[68].